# Pelidnota pubes
Pelidnota pubes är en skalbaggsart som beskrevs av Ohaus 1913. Pelidnota pubes ingår i släktet Pelidnota och familjen Rutelidae. Inga underarter finns listade i Catalogue of Life.